# Juan Luis Buñuel
Juan Luis Buñuel (Parigi, 9 novembre 1934 – Parigi, 6 dicembre 2017) è stato un regista e sceneggiatore francese.

## Biografia
Figlio del regista Luis Buñuel, muore il 6 dicembre 2017 all'età di 83 anni.

## Filmografia parziale
- Le potier (1966) documentario cortometraggio
- Calanda (1967) documentario cortometraggio
- Les martiens (1968) documentario cortometraggio
- Au rendez-vous de la mort joyeuse (1973)
- La ragazza con gli stivali rossi (La femme aux bottes rouges) (1974)
- Léonor (1975)
- Fantômas (1980) miniserie televisiva
- El jugador de ajedrez (1981)
- Les brus (1981) film per la televisione
- La rebelión de los colgados (1986)
- Tropique du crabe (1986) film per la televisione
- You'll Never See Me Again (1986) film per la televisione
- Guanajuato, una leyenda (1990)  documentario cortometraggio
- Barrage sur l'Orénoque (1996) film per la televisione
- Laissez-les grandir ici! (2007)  documentario cortometraggio